# 土田晃之 日曜のへそ
『土田晃之 日曜のへそ』（つちだてるゆき にちようのへそ）は、土田晃之がパーソナリティを務め、ニッポン放送が2014年4月6日から放送しているトークバラエティ番組である。

## 番組概要
ニッポン放送は2014年度上半期の番組改編で、日曜日昼の『夏目三久 Tokyo♥ナビゲッチュ〜!』を終了し、土田晃之がパーソナリティを務めるトークバラエティ番組を開始した。3男1女の父親である土田が、一週間の出来事や聴取者からのメールをもとに、休日の日曜日に自宅で聴く父親や自家用車内で聴く家族へ向けてトークを拡げる。番組タイトルは、1日のへそに当たる放送時間帯と土田の口癖「へぇー、そうなんだ」から採った。
2021年春期から、次放送枠確保のために2018年4月から短縮していた放送時間を16時00分まで拡大して二部制とし、ニュースとナレーションを担当した前島花音アナウンサーが第二部のアシスタントを務め、『日曜競馬ニッポン』は終了して中央競馬実況中継を14時30分から16時00分までの第二部に内包する と、2021年3月17日の定例記者会見で発表した。
2021年3月21日に番組のTwitterアカウントを開設した。

## 放送時間

### 現在
- 日曜 12:00 - 16:00（2025年4月6日 - ）

※新内がパーソナリティーを務める『SDGs MAGAZINE』は従来月1回レギュラー番組であったが、2022年秋期の改編で毎週14時10分から14時30分の放送となり、当番組は第1部の時間帯を14時10分まで延長して中断時間は20分に短縮した。2か月に1回のニッポン放送スペシャルウィークと重なる週は『SDGs MAGAZINE』を休止し、中断を挟まずに4時間放送して番組編成上は第1部が14時30分まで延長となっていた。2025年春季の改編に合わせて『SDGs MAGAZINE』を本番組の一コーナーとして生放送する形に変更されたため、本番組の中断は無くなり、番組表上の第1部と第2部の区切りは14:00に変更された。
また、随時『ニッポン放送ショウアップナイタースペシャル』として、レギュラーシーズン、並びにクライマックスシリーズ（セントラル・リーグ優先）があり、デーゲームで試合が行われる時は、当該試合開始予定時刻までの短縮放送になるが、この場合でも競馬中継は原則として野球を中断して放送される（ただし中継レースは1つのみとなる）。

### 過去
- 日曜 12:00 - 14:00（2014年4月6日 - 2018年4月1日）
- 日曜 12:00 - 13:40（2018年4月8日 - 2021年3月21日）
- 日曜 12:00 - 14:00[注 2]、14:30 - 16:00（2021年4月4日 - 2022年9月25日）
- 日曜 12:00 - 14:10[注 3]、14:30 - 16:00（2022年10月2日 - 2025年3月30日）

『ニッポン放送ショウアップナイター スペシャル』を放送する場合、第2部の放送と後述の予想コーナーを休止し、競馬メインレースのパドック中継と実況を番組内に挿入する。
毎年12月の『福岡国際マラソン』（KBCラジオ制作）を同時ネットする場合、2020年までは番組を、放送時間を拡大した2021年は第1部を、それぞれ休止した。
2023年2月17日18時00分から20日1時00分まで『オールナイトニッポン55周年記念 オールナイトニッポン55時間スペシャル』を放送するため、2023年2月19日は当番組を休止した。土田は同特番内でネプチューンとともに、19日15時00分から17時00分の枠でパーソナリティの一人として出演した。

## 出演者
肩書き無しはニッポン放送のアナウンサー

### 現在

#### パーソナリティ
- 土田晃之（お笑いタレント）

#### パートナー
- 新内眞衣（モデル・タレント、2022年4月10日 - ）

#### ニュースキャスター
- 内田雄基（2021年10月3日 - [注 6]）

#### その他出演者
太田プロ所属の若手芸人

### 過去

#### ニュースキャスター
- 五戸美樹（当時ニッポン放送アナウンサー、現フリーアナウンサー、2014年4月6日 - 2015年3月）
- 新保友映（当時ニッポン放送アナウンサー、現フリーアナウンサー、2015年4月6日 - 2016年9月）
- 新行市佳（2016年10月 - 2017年3月、2017年10月 - 2018年3月）
- 箱崎みどり（2017年4月 - 9月、2021年4月4日 - 9月26日、2023年3月19日、2021年10月3日に前島の代理アシスタント、[8]）
- 東島衣里（2018年4月 - 2019年3月、2021年11月28日に前島の代替アシスタント[9]、2025年1月12日に内田の代理ニュースキャスター[注 7]）
- 前島花音（2019年4月7日 - 2022年4月3日、2023年9月24日）

### 代理出演
- 熊谷実帆（2022年7月31日に新内の代理アシスタント [注 8][注 9]、2024年1月7日に内田の代理ニュースキャスター[注 10]）
- 神田愛花（フリーアナウンサー、元NHKアナウンサー、2022年8月7日、同上） [注 8]
- つるの剛士（俳優・タレント、2024年6月30日に土田の代理パーソナリティを担当）
- 森田耕次（2024年10月6日に内田の代理ニュースキャスター[注 11]）

## タイムテーブル

### 現在
以下2021年5月現在
| タイムテーブル 第1部 | タイムテーブル 第1部                                                   | タイムテーブル 第1部 |
| 時刻                 | 内容                                                                   | 備考 |
| -------------------- | ---------------------------------------------------------------------- | --- |
| 12:00                | オープニング                                                           | パーソナリティが挨拶後、ガヤとしてブース内にいる構成作家の橋本亮二とトーク後、リスナーテーマメッセージの募集を告知 |
| 12:14                | リスナーメッセージ紹介 その1                                           | メッセージ紹介しつつフリートークを行う |
| 12:31                | ニッポン放送交通情報（九段センター）                                   | |
| 12:33                |                                                                        | |
| 12:47                | ヨドバシカメラPresents ツチダ家電塾                                    | 家電芸人である土田が、家電アドバイザーの安蔵靖志がリサーチした今注目したい最新家電を紹介し、 日曜の午後以後に買い物に行きたくなる最新家電のお得な情報を紹介する |
| 12:53                | ニッポン放送ニュース・天気予報                                         | |
| 12:57                | リスナーメッセージ紹介 その2                                           | |
| 13:00                | 13時台オープニング&懐かしい曲を流し隊                                  | 13時台の挨拶後、土田やリスナーが懐かしい気分になるテーマ別の懐かしいリクエスト楽曲を流す |
| 13:19                | ニッポン放送交通情報（九段センター）                                   | |
| 13:21                | リスナーメッセージ紹介 その3                                           | |
| 13:38                | へぇーそうなんだと言わせ隊                                             | 好きな事はトコトン知ってるが、興味の無い事はトコトン知らない偏った知識を持ってる土田が、週替わりテーマで募ったリスナーが知ってる「へぇー、そうなんだ」と言う雑学やエピソードを紹介する。但し、紹介した話題の裏取りは行ってない事を公言している |
| 13:52                | ニッポン放送天気予報                                                   | |
| 13:53                | ニッポン放送交通情報（九段センター）                                   | |
| 13:54                | エンディング                                                           | |
| 第2部                |                                                                        | |
| 14:30                | 第2部オープニング&メニュー紹介                                         | 挨拶後、14:40頃前島が放送予定のレースと「夢馬券」コーナー紹介、JRAからの告知を行う |
| 14:41                | 埼玉のへそ                                                             | 埼玉の新情報、埼玉の雑学、埼玉あるある、珍しい埼玉グルメ、おすすめスポットなど、埼玉にまつわる情報を紹介。 新内を「ケンミンSHOW」の埼玉代表として育て上げるための情報を募集 |
| 14:50                | レース実況 その1                                                       | [ 注 13 ] |
| 14:55                | ニッポン放送ニュース                                                   | |
| 14:57                | ニッポン放送交通情報（九段センター）                                   | |
| 15:00                | これがイヤなの私だけ!?                                                 | 番組リニューアルに伴い開始したコーナー リスナーの日常で地味にイヤな事を紹介する |
| 15:10                | メインレース パドック中継                                              | コーナー提供社である競馬エイト所属のトラックマンから出走馬の状態を伝え、コーナーの最後に推奨馬を挙げる。進行は当日の実況担当が兼任。 |
| 15:16                | 当てればレギュラー!外せば卒業(降板)!若手芸人対抗!土田CUP夢馬券ダービー | 番組リニューアルに伴い開始したコーナー - 土田が所属する太田プロダクションの若手芸人3人が、番組レギュラーと言う名の「「日曜のへそ」専属予想屋」として、各人へ番組から賭け金として3,000円が配給され、放送当日の中央競馬重賞レースを予想する。 - 勝馬投票券の買い目は番組が指定した縛りが設けられ、投票券的中に伴う配当金はリスナープレゼントに充てがわれる - 1か月の収支が最下位のメンバーは強制的に降板となり、新しい若手芸人が補填される。 高額配当の予想的中率が高いインスタントジョンソンのじゃいへアドバイスを請う事は番組内で"じゃいドーピング"と称して禁忌とされる。 |
| 15:26                | スガダイ夢馬券大予想                                                   | 前番組であった『日曜競馬ニッポン』から出演していた、ウマニティ公認プロ予想家のスガダイが注目馬3頭と買い目予想を紹介、番組内でも夢馬券として10,000円購入する。 |
| 15:28                | レース実況 その2                                                       | レース実況中継前は有楽町のスタジオから雑談で繋ぎ、レース終了後若手芸人の予想を再度紹介して再び雑談 |
| 15:40                | レース実況 その3                                                       | レース後の着順確定までは雑談で繋き、確定後新内が払戻金のアナウンスを行う |
| 15:54                | エンディング                                                           | 次週のテーマメールテーマ紹介と告知を行う |

### 終了コーナー
- 日本通運プレゼンツ Dr.コパの風水の知恵かしまSHOW（- 2018年4月1日）
前放送番組だった、『夏目三久 Tokyo♥ナビゲッチュ〜!』にて内包されていた、Dr.コパの内包番組
- 文化シヤッタープレゼンツ 防災のへそ（2015年5月10日 - 2017年10月29日）
ダーリンハニーの長嶋智彦がテーマに沿って、様々な防災まめ知識や防災アイテムを紹介する